# Nikołaj Kibalczicz

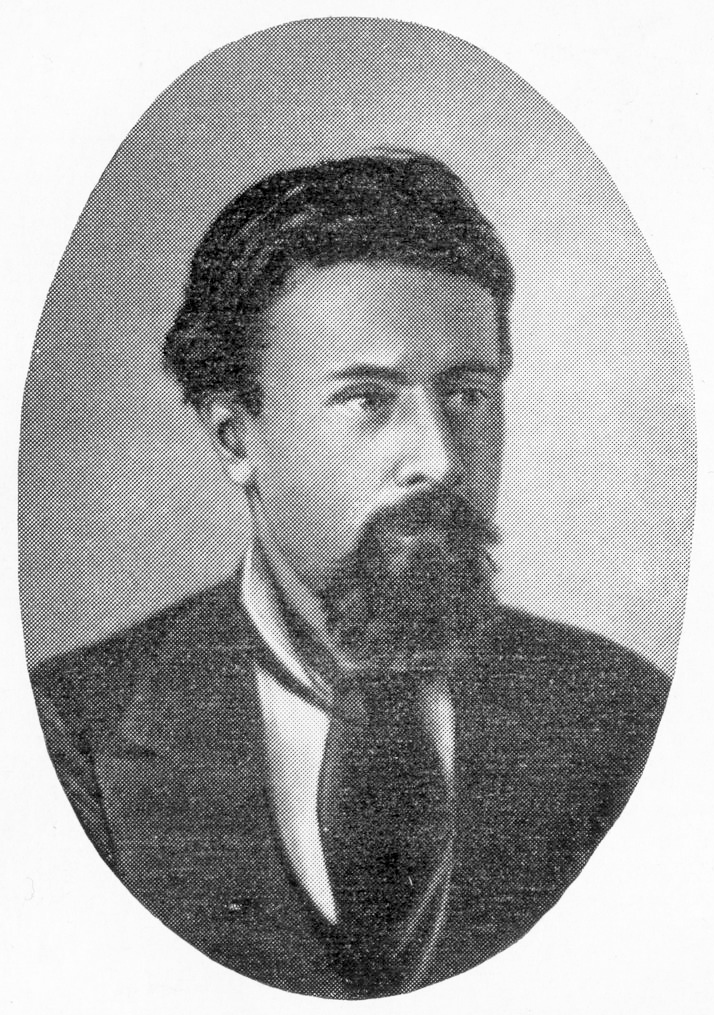
Nikołaj Kibalczicz

Nikołaj Iwanowicz Kibalczicz (ur. 19 października?/31 października 1853 w Koropie, zm. 3 kwietnia?/15 kwietnia 1881 w Petersburgu) – rewolucjonista rosyjski, członek Narodnej Woli.

## Życiorys
Urodził się w rodzinie popa prawosławnego. Ukończył szkołę inżynieryjną w Sankt Petersburgu, interesował się fizyką i chemią. Równocześnie już w młodym wieku zaczął angażować się w tajne ruchy antycarskie, w 1875 został aresztowany za dystrybuowanie nielegalnej literatury wśród chłopów i spędził trzy lata w więzieniu. Następnie wstąpił do Narodnej Woli, popierając od początku stosowanie terroru indywidualnego jako metody walki politycznej.
W 1881 roku opracował koncepcję pojazdu kosmicznego, ale nie rozwijał projektu.
Jako osoba z wykształceniem technicznym został jednym z głównych techników organizacji, przygotowując bomby, które były następnie wykorzystywane w zamachach. Współuczestniczył w przygotowaniach do nieudanego zamachu na Aleksandra II na linii kolejowej koło Odessy i przygotował cztery bomby, jakie wykorzystano w udanym ataku na cesarza nad Kanałem Gribojedowa 1 marca?/13 marca 1881. Kibalczicz został aresztowany w dwa tygodnie po zamachu. Cały czas pracował nad technicznymi projektami rakiet nowej generacji. Został skazany na karę śmierci przez powieszenie; przyznał się całkowicie do swojego udziału w działaniach Narodnej Woli, prosił jedynie o odłożenie egzekucji, by mógł zakończyć pracę nad projektem. Prośba ta została odrzucona. Kibalczicz został stracony razem z innymi organizatorami zamachu na Placu Siemionowskim 3 kwietnia?/15 kwietnia 1881.
Był dalekim krewnym rosyjskiego działacza lewicowego Victora Serge’a.